# Ruhstorf an der Rott
Ruhstorf an der Rott è un comune tedesco di 7 069 abitanti, situato nel land della Baviera.

## Economia
Vi ha sede la società metalmeccanica Motorenfabrik Hatz.